# Giovanni Puggioni
Giovanni Puggioni (Sassari, Cerdeña, Italia, 19 de marzo de 1966) es un atleta italiano, especializado en la prueba de 4 x 100 m en la que llegó a ser medallista de bronce mundial en 1995.

## Carrera deportiva
En el Mundial de Gotemburgo 1995 ganó la medalla de bronce en los relevos 4 x 100 metros, con un tiempo de 39.06 segundos, tras Canadá y Australia, siendo sus compañeros de equipo: Ezio Madonia, Angelo Cipolloni y Sandro Floris.